# Arnold von Siegen

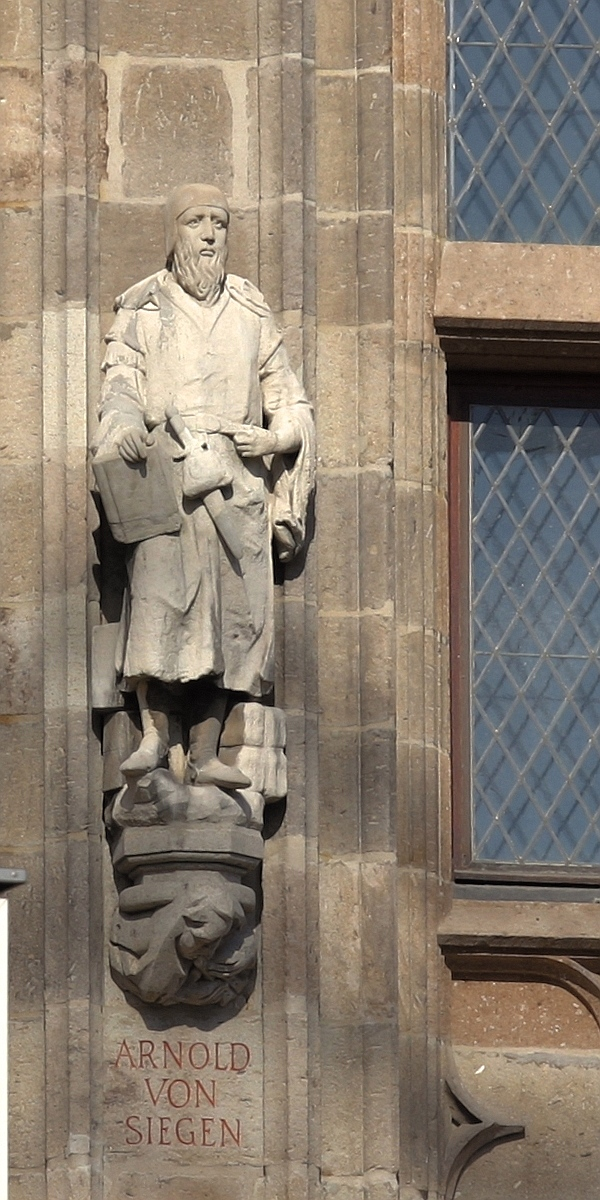
Statue des Arnold von Siegen am Kölner Rathausturm

Arnold von Siegen (* um 1500 in Köln; † 8. Januar 1579 in Köln) war ein Ratsherr und Bürgermeister im Köln der frühen Neuzeit. Er war zudem kaiserlicher Rat und wurde in den Ritterstand erhoben.

## Leben und Wirken

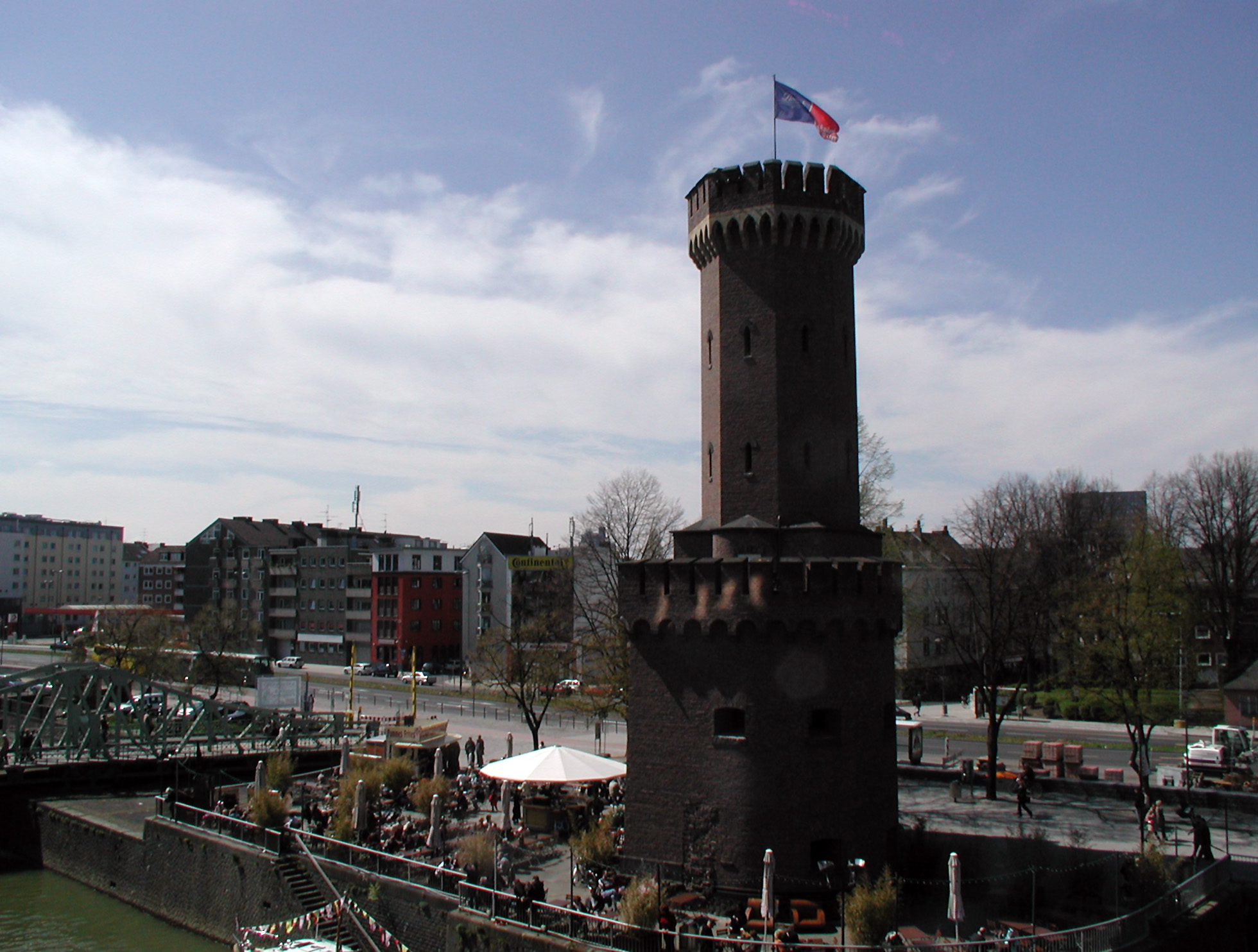
Blick auf den heutigen Holzmarkt

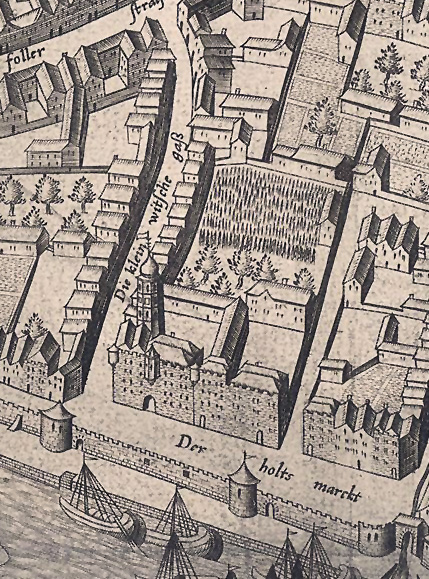
Das feudale Anwesen der Familie von Siegen

### Elternhaus und Umfeld
Arnold (Arndt) von Siegen war der Sohn des Kölner Ratsherren Gerhard von Siegen. Sein Elternhaus lag in der südlichen Vorstadt Kölns an dem am Rheinufer gelegenen und zum Kirchspiel Johann Baptist gehörenden Holzmarkt. Der Markt, „houltzmart“ (forum lignorum) genannt, war der Stapelplatz für Warenmengen aller Art, so auch der Handelsplatz der „Holzmerger“ (Händler). Hier stand das Haus des Gerhard, der dann wohl die im angrenzenden Viertel am Bach aufwärts, am Waidmarkt wohnende Tochter eines wohlhabenden Woll- und Tuchfärbers kennenlernte und diese heiratete. Der Ehe Gerhards entstammten mehrere Kinder. Da schon Gerhard von Siegen der gehobenen Bürgerschicht angehörte und Gerhards Frau eine beträchtliche Mitgift in die Ehe einbrachte, kann man davon ausgehen, dass alle überdies streng katholisch erzogenen Kinder eine denkbar gute Ausbildung erhielten. Hierin, und in der Reputation seines Vaters, lag der Grundstein für die Karriere des jungen Arnold von Siegen.

### Politisches Wirken

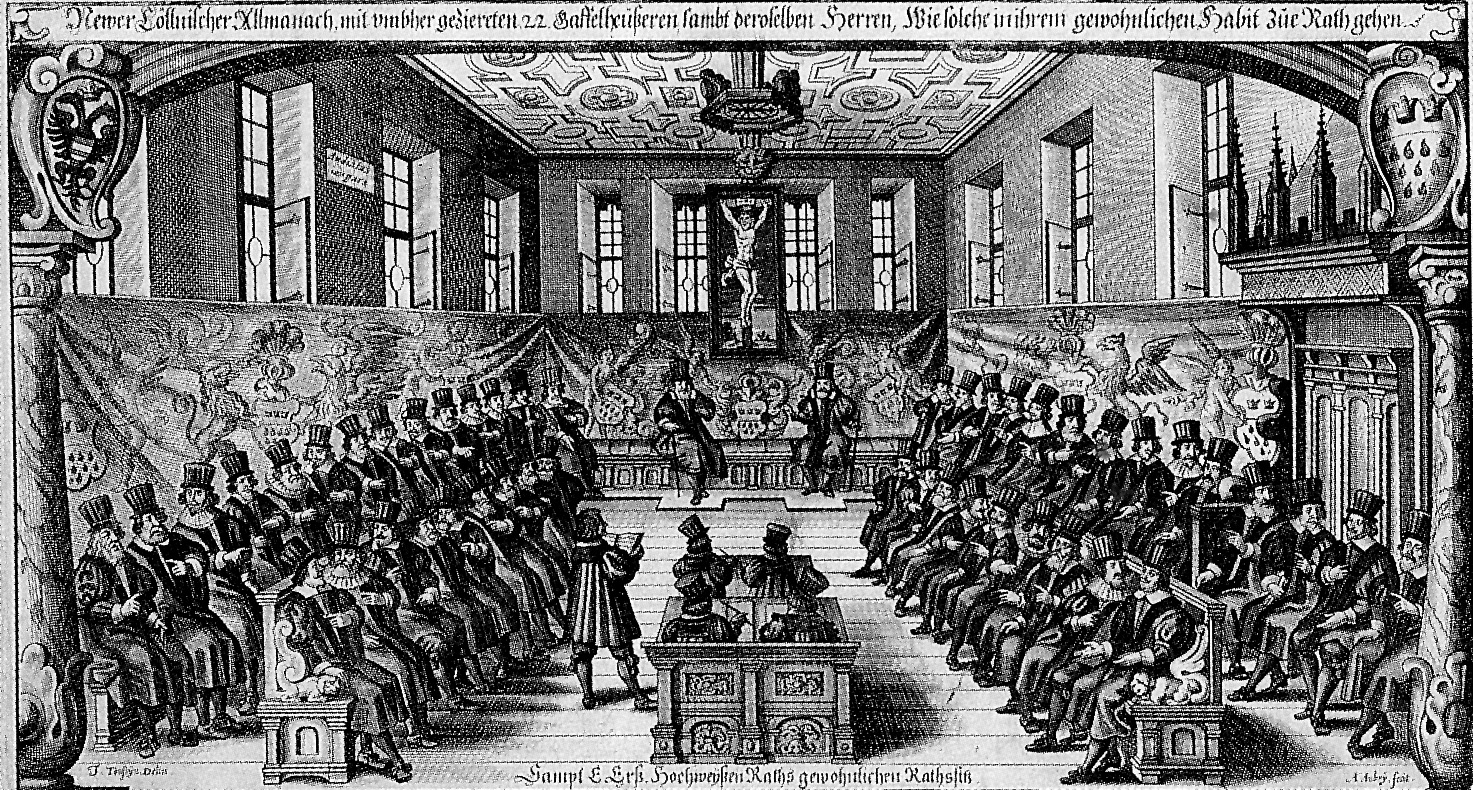
Ratssitzung im Senatssaal, unter dem Kreuz sind die Plätze der zwei Bürgermeister

Arnold von Siegen wurde zwölf Mal zum Bürgermeister seiner Heimatstadt gewählt. Er bekleidete auch wiederholt das Amt als Rentmeister und war an der alten Kölner Universität als Provisor bestallt.
Hermann von Weinsberg, einer der Ratsherren, beschrieb Arnold in seinem Gedenkbuch als Menschen mit gewinnendem Wesen und lobte seine „feine Beredsamkeit“. Diese Eigenschaften, gepaart mit einem gewandten Auftreten, machten ihn im Kreis seiner Ratskollegen beliebt und brachten ihm früh die Rolle des städtischen Unterhändlers ein. So wurde er oftmals zum kaiserlichen Hof, zu Reichs- und Städtetagen als ihr Vertrauensmann entsandt. Im Jahr 1526 war er als Vertreter Kölns auf dem Reichstag zu Speyer und unterzeichnete dort für die Stadt eine Denkschrift, die vermittelnd Einfluss auf die religiösen Gegensätze unter den Reichsstädten nehmen sollte. Auch gehörte er einer Delegation nach Spanien an, welche dort den Kaiser Karl über den Stand der kirchlichen Angelegenheiten in Deutschland informieren sollte. Bei dieser Gelegenheit bekräftigte Siegen den streng katholischen Standpunkt des Kölner Rates und gewann dadurch das Vertrauen des Kaisers, der ihn später zum Ritter schlug und zu seinem Rat ernannte. In dieser ihn auszeichnenden Stellung verblieb er auch unter dem Nachfolger Karls, König Ferdinand.

### Reformationszeit

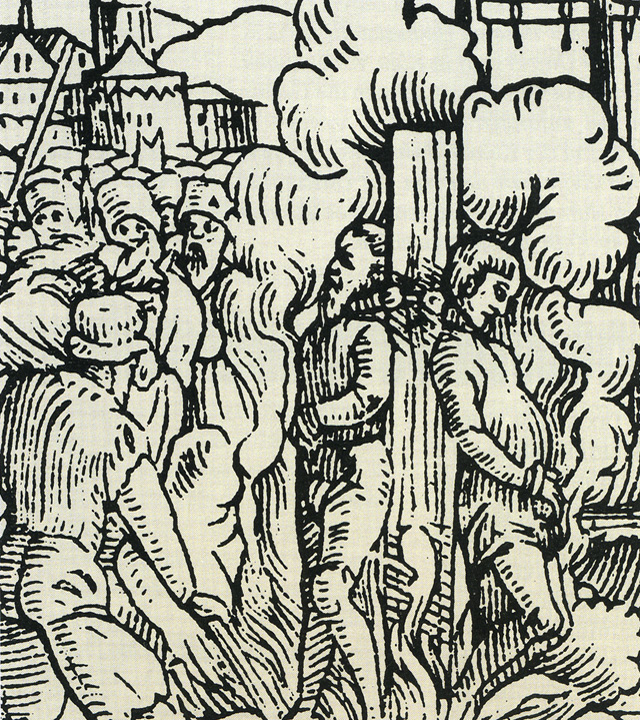
Hinrichtung von Clarenbach und Fliesteden. Holzschnitt um 1553 von L. Rabe

Seit 1525 hatte die lutherische Reformation ihre Bedeutung als Volksbewegung verloren und war zur regionalen Angelegenheit der Landesfürsten geworden. Die oft mit dem Klerus im Streit liegende Stadt ging jedoch in Glaubensfragen mit der Kirche konform. So war auch Arnold von Siegen bestrebt, die katholische Haltung Kölns zu wahren. Er war es auch, der den ersten Anzeichen des Protestantismus in seiner Heimatstadt selbst mit Entschiedenheit entgegentrat und an dem Prozess gegen die dann 1529 hingerichteten Protestanten Adolf Clarenbach und Peter Fliesteden aktiven Anteil hatte. Im Jahr 1532 auf dem Reichstag zu Regensburg äußerte er sich abfällig über die innere Kraft der lutherischen Bewegung:

„Es würden manche Lutheriche gern zum alten Glauben zurückkehren, weil die Reformation zu einer Revolution geworden sei“

Siegen verlangte vom Rat auch, um die Unzufriedenheit des Kaisers zu besänftigen, dass harte Maßregeln gegen „Sektierer“ zu ergreifen seien. Prinzipientreu blieb er dieser Haltung während seiner langen politischen Laufbahn verhaftet.
Als Erzbischof Hermann V. von Wied die Reformation des Kölner Bistums durchführen wollte, stand Siegen auf der Seite der sich dagegen auflehnenden Geistlichkeit und schloss sich als Vertreter der Stadt Köln deren Protest und Einspruch an. Im Frühjahr 1546 wurde der Erzbischof suspendiert und exkommuniziert.

### Rücktritt
Um 1564 legte Siegen als für sein Alter noch rüstiger Mann zum Erstaunen aller seine Ämter nieder und sagte dem Bürgereid auf. Grund seines Rücktritts soll möglicherweise die schwankende Haltung des Rates in der religiösen Frage gewesen sein, die ihm nicht zusagte, oder, weil ihm der Rat eine persönliche Bitte abgeschlagen hatte. Leonard Ennen schloss aus seiner Recherche, beide Punkte hätten zu Siegens Entschluss nur beigetragen. Der Hauptgrund, führte Ennen weiter aus, sei darin zu suchen, dass Siegen seine materiellen Interessen empfindlich geschädigt sah. So erhielt Siegen, verursacht durch die Repressalien, welche die Brabanter Regierung in einem Streit mit der Stand Köln ergriffen hatte, als Kölner Bürger seine Renten gesperrt.

### Lebensabend
Noch 15 Jahre bis zu seinem Tod 1579 lebte Siegen in familiärer Zurückgezogenheit. Er war nun ein unabhängiger Bürger, der es mit seiner Familie zu einem beträchtlichen Vermögen gebracht hatte. Sein väterliches Haus auf dem Holzmarkt erweiterte er zu einem prächtigen mit Türmen versehenen Anwesen, welches als eine Sehenswürdigkeit des damaligen Köln galt. Die von Siegen hatten in den vielen Jahren hohe Persönlichkeiten wie Karl V. und andere fürstliche Herrschaften zu Gast, deren Gebräuche wie sie bei Hofe üblich waren im Hause der von Siegen übernommen wurden. Zum Besitz gehörten auch verschiedene große Landgüter. So berichtet Weinsberg, dass man Siegens Vermögen auf 100 000 Gulden schätzte.
Wie auch andere wohlhabende Kölner Bürgermeister (z. B. Gerhard Ungemaze, Johann von Rinck), Arnold von Brauweiler, gab auch von Siegen den Kurfürsten große Darlehen.

### Siegens Vermächtnis

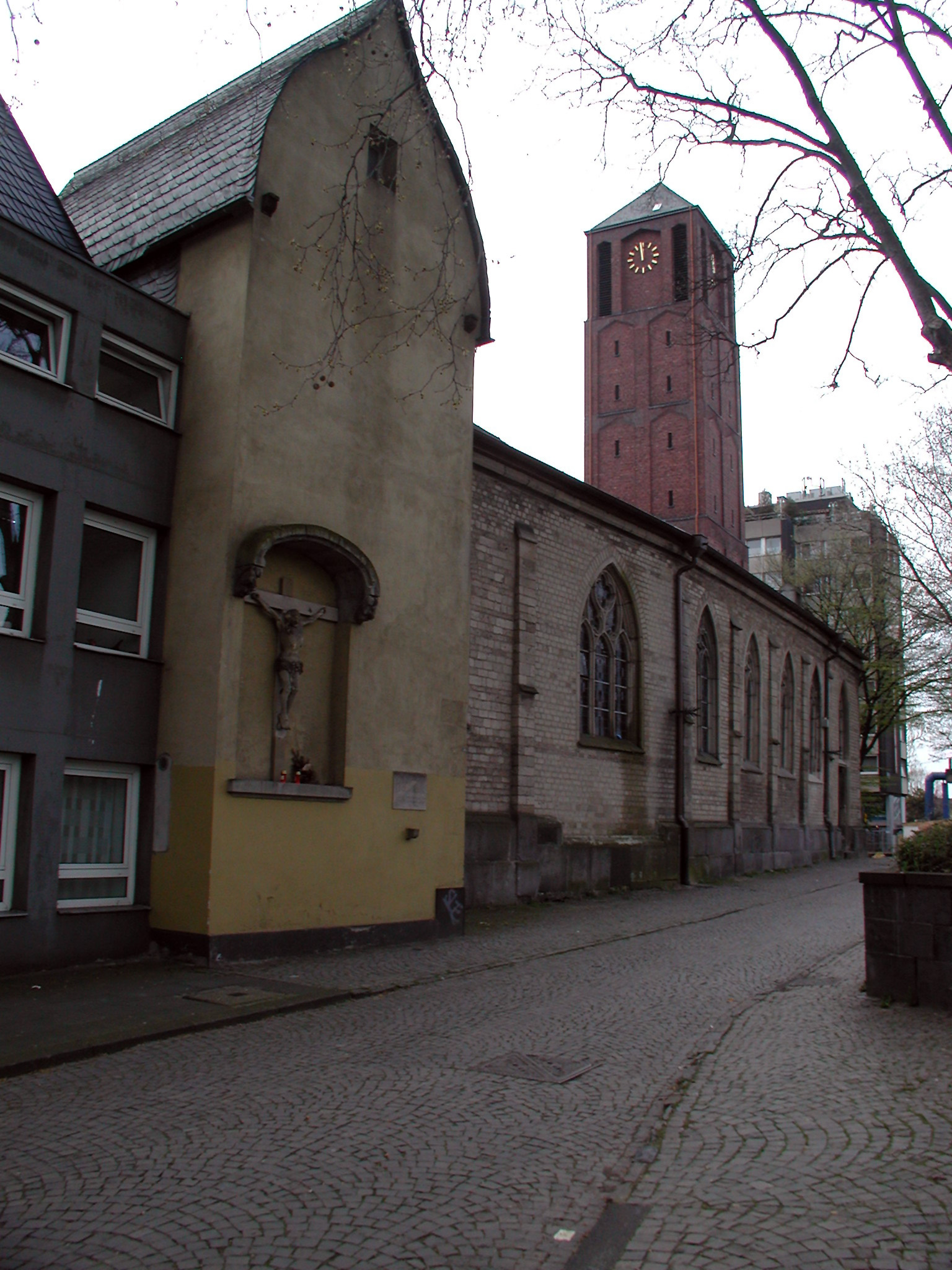
St. Johann Baptist, Reste des gotischen Seitenschiffes (16. Jahrhundert), Nordseite

Siegens fromme Gesinnung zeigte sich auch in seiner Wohltätigkeit hinsichtlich seiner Pfarrkirche zum heiligen Johann Baptist. Für diese übernahm er die Kosten einer umfangreichen Erweiterung und Ausschmückung sowie die Dotation der Pfarrstelle und eine große Armenstiftung.
Er schenkte der Kirche einen Altar, dessen Flügelbilder Barthel Bruyn gemalt hatte. Unter den von Bruyn dargestellten Personen wurden auf Wunsch des Auftraggebers auch Arnold von Siegen und seine Frau kniend dargestellt.
Diese Bilder befinden sich in der Boisseréeschen Sammlung in der Alten Pinakothek in München.
Nach dem Tod des Familienoberhauptes entschied sich die Mehrzahl seiner Nachkommen für den Übertritt zum Protestantismus. Das Haus am Holzmarkt wurde im Jahr 1591 vom Rat wegen einer unerlaubten heimlich abgehaltenen protestantischen Versammlung geschlossen. Zu Ende des 17. Jahrhunderts wurde es zu einem großen Armenhaus der Stadt Köln umgewandelt.
Heute erinnert an den Kölner Bürgermeister eine 1966 von der Künstlerin Elisabeth Baumeister-Bühler geschaffene Brunnenanlage vor der Kirche „Zint Jan“ (St. Johann Baptist), sowie die Benennung einer kleinen Anliegerstraße, hinter der Kirche St. Johan Baptist gelegen, an einen der einflussreichsten Bürgermeister des 16. Jahrhunderts.